# Avonsleigh
Avonsleigh är en del av en befolkad plats i Australien. Den ligger i kommunen Cardinia och delstaten Victoria, omkring 46 kilometer öster om delstatshuvudstaden Melbourne. Antalet invånare är 735.
Runt Avonsleigh är det ganska glesbefolkat, med 34 invånare per kvadratkilometer.. Närmaste större samhälle är Berwick, omkring 15 kilometer sydväst om Avonsleigh.
I omgivningarna runt Avonsleigh växer i huvudsak städsegrön lövskog. Genomsnittlig årsnederbörd är 1 391 millimeter. Den regnigaste månaden är juni, med i genomsnitt 161 mm nederbörd, och den torraste är januari, med 57 mm nederbörd.